# Le Fantôme des Saintes
Pour plus de détails, voir Fiche technique et Distribution.
Le Fantôme des Saintes est un téléfilm français réalisé par Marc Barrat d'après un scénario de Sarah Malléon et Pierre Le Gall, et diffusé pour la première fois le 19 octobre 2024 sur France 3.
Cette fiction, qui fait partie de la collection Meurtres à..., est une coproduction d'Eloa Prod et de France Télévisions.

## Fiche technique
Sauf indication contraire, les informations mentionnées dans cette section peuvent être confirmées par les bases de données cinématographiques IMDb et Allociné,  présentes dans la section « Liens externes ».
- Titre français : Le Fantôme des Saintes
- Réalisation : Marc Barrat
- Scénario : Sarah Malléon et Pierre Le Gall
- Costumes : Éric Perron
- Maquillage et coiffure : Corinne Bisso[1]
- Production : France Zobda et Jean-Lou Monthieux
- Sociétés de production : Eloa Prod et France Télévisions
- Pays de production :  France
- Langue originale : français
- Format : couleur
- Genre : Policier
- Durée : 90 minutes
- Date de première diffusion : 19 octobre 2024 sur France 3

## Distribution
- Anne Décis : lieutenant Gaëlle Boissaux
- Denis Maréchal : capitaine Ludovic Augustin
- Audrey Postel : adjudant Diane Da Silva
- France Zobda : Nicole Joy
- Olivier Chantreau : Régis Boissaux
- Romane Jousset : Suzanne
- Julien Béramis : Marcus
- Élisa Servier : Solange, la mère de Gaëlle
- David Heslon : Morgad Le Naour
- Nathaly Coualy : Patricia
- Dominik Bernard : Léon Prigent

## Production

### Genèse et développement
Cette fiction policière est une coproduction d'Eloa Prod et de France Télévisions pour France 3,,,,,.
Le scénario est de la main de Sarah Malléon et Pierre Le Gall, et la réalisation est assurée par Marc Barrat,,,.
La production est assurée par France Zobda et Jean-Lou Monthieux pour Eloa Prod,,,.

### Tournage
Le tournage se déroule du 29 mai au 23 juin 2023, dans l'archipel des Saintes dans le département de la Guadeloupe,,,.
Des scènes ont été tournées à Terre-de-Haut et Terre-de-Bas, puis à la plage de Anse Vinaigri dans la commune du Gosier.

## Accueil

### Diffusions et audience
En France, le téléfilm, diffusé le 19 octobre 2024 sur France 3, est regardé par 4 160 000 téléspectateurs et se classe premier avec 23,9 % de part d'audience.